# Lycée privé Sainte-Geneviève
El liceu privé Sainte-Geneviève (Lycée privé Sainte-Geneviève) és un liceu privat, situat a Versalles i que ofereix Classes preparatòries a les grans escoles. Va ser fundat pels jesuïtes a París a l'abril de 1854. Sovint rep el sobrenom de Ginette i, de vegades, BJ, que significa Boite à Jèzes (Caixa dels jesuïtes).
Sainte-Geneviève és famosa per tenir una de les taxes d'èxit més altes en els exàmens d'ingrés de les grans ècoles franceses més selectives als camps de l'enginyeria (École Polytechnique, Mines ParisTech, École des Ponts ParisTech i CentraleSupélec) i comerç (HEC Paris, ESSEC Business School i ESCP Business School).

## Ex-alumnes famosos
- Pierre Savorgnan de Brazza, un explorador d'origen italià, nacionalitzat francès